# سيدي بوشتة (اولد سعيد يخلف)
سيدي بوشتة هو دُوَّار يقع بجماعة بني عمارت، إقليم الحسيمة، جهة طنجة تطوان الحسيمة في المملكة المغربية. ينتمي الدوّار لمشيخة اولد سعيد يخلف التي تضم 7 دواوير. يقدر عدد سكانه بـ 625 نسمة حسب الإحصاء الرسمي للسكان والسكنى لسنة 2004.

## روابط خارجية
- البوابة الوطنية للجماعات الترابية نسخة محفوظة 12 مارس 2018 على موقع واي باك مشين.
- المندوبية السامية للتخطيط